# Ремингтон, Элифалет
Элифалет Ремингтон (англ. Eliphalet Remington; 28 октября 1793, Саффилд, Коннектикут, США — 12 августа 1861, Илион, Нью-Йорк, США) — американский конструктор огнестрельного оружия, основатель старейшей оружейной фирмы США Remington Arms.

## Ранние годы
Элифалет Ремингтон родился в семье выходцев из Йоркшира (Англия). Будучи кузнецом, в 23 года создал удачную спортивную винтовку, собственноручно выковав для неё ствол (ударно-спусковой механизм был куплен у торговца). Получив лестные отзывы о винтовке, открыл фирму E. Remington and Sons для её производства.